# ティム・ヴィーゼ
ティム・ヴィーゼ（Tim Wiese, 1981年12月17日 - ）は、西ドイツ（現ドイツ）・ノルトライン＝ヴェストファーレン州ベルギッシュ・グラートバッハ出身の元サッカー選手。ポジションはGKで元ドイツ代表。引退後は、プロレスラーに転身。WWE所属。

## クラブ経歴

### 初期
1987年にDJKデュルシャイトでFWとしてのキャリアを始めたヴィーゼは、2年後にバイエル・レバークーゼンのユースへ移籍した。しかし、ハムストリングを負傷した際にコーチからGKへの転向を提案されて以降はGKとして各世代別カテゴリーを経験した。その後、3部のSCフォルトゥナ・ケルンでデビューを果たした。

### カイザースラウテルン
2001-02シーズン冬の移籍市場で1部の1.FCカイザースラウテルンと契約。ゲラルト・エアマン（de）GKコーチの指導を受けながら、加入当初は3部を戦うBチームを主戦場とし、トップチームではゲオルグ・コッホ（de）、ローマン・ヴァイデンフェラーの控えとして過ごしていた。2002-03シーズンになると、開幕前にヴァイデンフェラーがボルシア・ドルトムントへと去ったことでコッホと定位置争いをすることとなり、見事開幕戦で初出場を飾った。2試合で4失点したことからコッホに一時譲ることになったものの、冬の中断期間開け以降に正GKの座を完全にものにした。その後、2003-04シーズン、2004-05シーズンと先発出場を続け、国内で最高の若手ゴールキーパーの1人と評される活躍を見せていたが、十字靭帯負傷により2004年11月以降からチームを離脱しそのままシーズンを終了した。

### ブレーメン

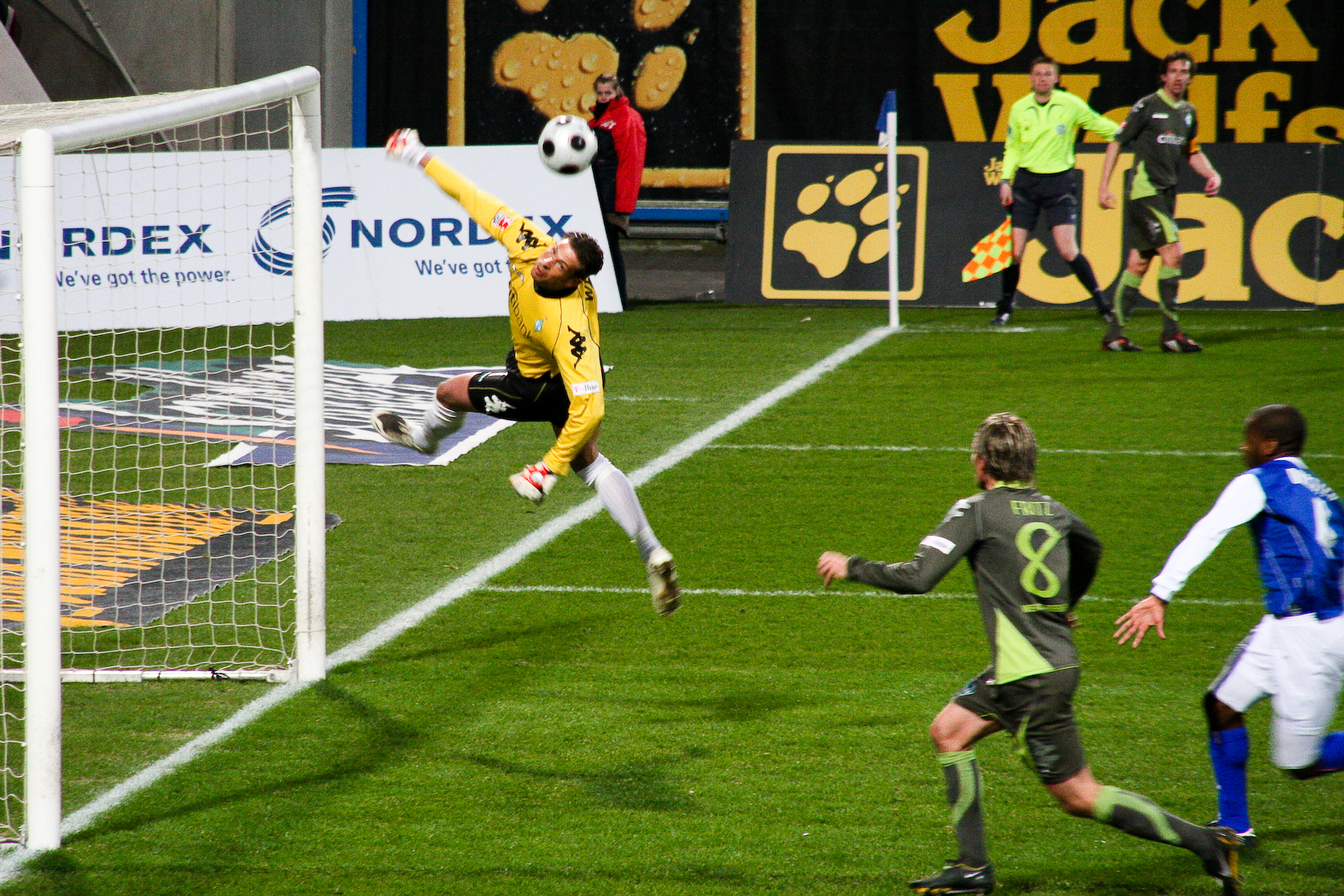
ブレーメンでのヴィーゼ

2005年1月23日に自由契約で同国1部の強豪ヴェルダー・ブレーメンと2005-06シーズンからの3年契約を締結。高齢による衰えが見られるアンドレアス・ラインケ（de）に取って代わる存在として期待されたが、開幕前の親善試合で十字靭帯を負傷したことでシーズン前半戦を離脱することが決定。2006年1月に負傷からチームへ復帰すると、2月のVfBシュトゥットガルト戦で後半にラインケが負傷したことにより初出場を飾り、以降は定位置を守りぬき、ライバルであるハンブルガーSVを抑えて2位でシーズンを終了することに貢献した。
しかし、その一方で2006年3月7日にUEFAチャンピオンズリーグ 2005-06決勝トーナメント1回戦のユヴェントスFCとの第2戦で自身のミスによりチームを敗退へと追い込んでしまった。準々決勝進出目前にまで迫っていたものの、試合終了残り2分のところでパベル・ネドベドのクロスを一旦は捕球するも着地の際にボールをこぼしてしまい、それをエメルソンに押し込まれて1-2で敗戦。それまで好セーブを見せていたが、この痛恨のミスにより最終的に2試合合計4-4となり、チームはアウェーゴールにより敗退した。
2006-07シーズンからはシーズンを通してGKの1番手であり続けた。2008-09シーズンでは、ハンブルガーとのノルト・ダービーとなったDFBポカール準決勝でのPK戦で3度も防ぐ活躍を見せて決勝進出に貢献。最終的にタイトルを獲得している。

### ホッフェンハイム

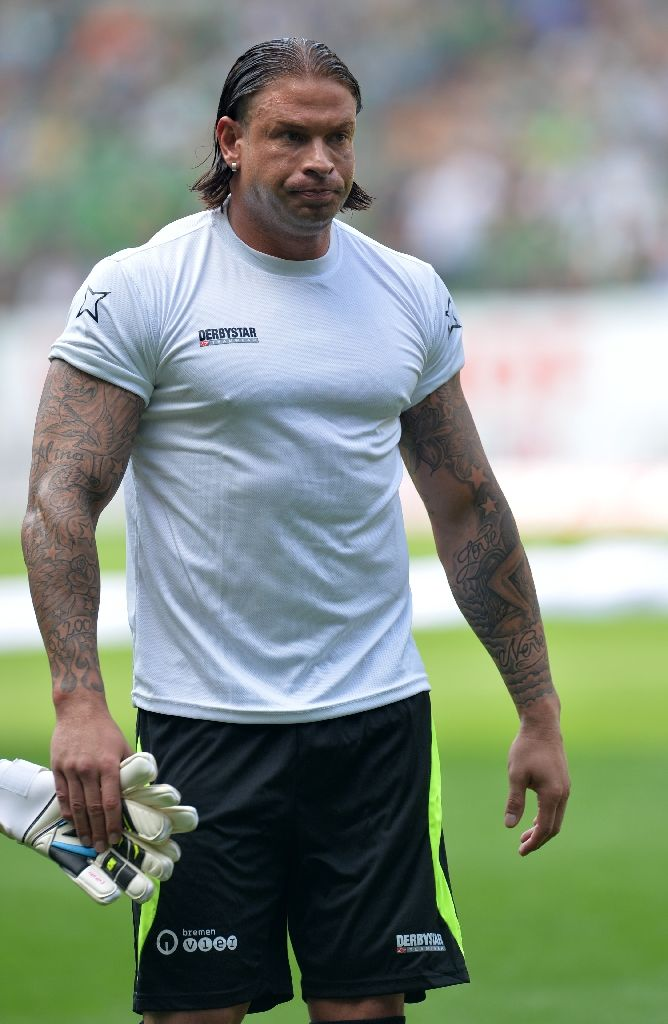
2014年のヴィ―ゼ

2011-12シーズンを持ってブレーメンと契約満了となるため契約延長の場を設けられたものの、それを拒否して7年過ごしたチームに別れを告げ、2012年5月2日に自由契約選手としてTSG1899ホッフェンハイムと2012-13シーズンからの4年契約を締結した。マルクス・バッベル監督からカリスマ性と経験豊富を併せ持つ真のプロと評され、新加入ながら8月には主将に任命される等、大きな期待を寄せられたが、シーズン開幕から4試合で15失点と守備が崩壊。ヴィーゼ個人の責任ではないと擁護されたものの、11月の練習中に膝を負傷により離脱が決定した際に「彼が復帰してもおそらくクーン・カステールス（en）を起用するだろう」と度重なるミスにより監督の信頼を失った。
2013年1月に負傷から復帰後は、マルコ・クルツ（de）新監督の下で主将の座をアンドレアス・ベックとセヤド・サリホヴィッチに譲ることとなったが、冬季合宿で信頼を取り戻し正GKを任された。だが、再び度重なるミスを犯してしまい、チームはリーグ最多の43失点を記録し、また、ファンから高い人気を得ていたトム・シュターケを押し退けて加入したことも相まって数多くの批判を浴びたことで、2月に「プレッシャーから守る」意図からクルツ監督にトップチームを外れるようにと言い渡された。その決定に関して一定の理解を示し、また、同時期にトッテナム・ホットスパーFCからエウレリョ・ゴメスが期限付き移籍で加入したことで、より一層奮起することを誓った。しかし、それから数日後の2月13日に同僚のトビアス・ヴァイスと共にカーニバルで騒動を起こしたことで警察によって追い出され、クラブから罰金処分となった。3月になると、チームは17位で2部降格圏内に沈む中でチーム最高年俸を受け取りながらも出場機会がないヴィーゼに対してアンドレアス・ミュラー（de）GMから「降格しても選手全員はクラブと契約しているが、ヴィーゼだけは例外」と辛辣な言葉が投げられる厳しい状況下にある中、それから数日後の3月8日に地元のハンドボールの試合を観戦中に好ましくない行動をとったことで今度はチームの練習から追放され、GKコーチとの個人練習に制限された。ピッチ外で立て続けに問題を起こしたことでミュラーGMやクルツ監督からプロ意識の欠如と叱責される一方、サリホヴィッチやヴァイスから許しを与えるようチームに提案する動きがあり、4月1日に話し合いの末にチーム練習への復帰が許可された。
しかし、ゴメスが負傷によりチームを離脱した際にマークス・ギズドル（de）新監督はカステールスを正GKに指名するだけにとどまらず、イェンス・グラール（Jens Grahl）を2番手に据えたことで実質4番手となった。シーズン終了後にゴメスがトッテナムへ返却されるも、構想外は変わらなかったため移籍するかに思われたが、「僅か1年で契約解除するために加入したわけではない」とヴィーゼ自身に退団する意思はなく残留となった。
2013年、ケガで離脱中にボディビルにハマり、鍛えぬいた体を披露した。
2014年1月21日、ホッフェンハイムはヴィーゼの鍛えすぎた肉体がGKとして適さないとの理由で契約解除した。
ヴィ―ゼは「サッカー選手のキャリアを終えるつもりはない」と意気込むが、鍛えぬいた末、斜め上に大きく行き過ぎてしまった。
自らの肉体美に「広い肩幅があればボールがネットを揺らすことはないだろう」と冗談をかますも、この時点で体重は120kgを超えており、クラブからは再契約するには「15キロ痩せろ」と非情な駄目出し。その後、世界一のプロレス団体であるWWEからのオファーを受け、契約した。

## 代表経歴
U-21代表で13試合に出場したヴィーゼは、なかなかA代表から声がかからなかったため、2007年9月に「クラブでベンチに座っているティモ・ヒルデブラントや中堅クラブでプレーするロベルト・エンケが招集されて、国内のみならず国際試合でもトップパフォーマンスを見せている自分が何故招集されないのか」と、ヨアヒム・レーヴ監督を公に批判し騒動を起こす場面も見られたが、2008年9月2日にオリバー・カーンの引退試合でエンケに代わり後半から非公式ながらも初出場をする。8月14日にレネ・アドラーが負傷辞退したことで20日に行われるベルギー戦へ向けて初招集された。なお、同試合ではエンケが先発を務め、出番は訪れなかった。
2008年11月19日のイングランド戦（1-2）でレネ・アドラーに代わり後半からドイツ代表初出場を飾った。以降で力を示すことに成功し、レーヴ監督の下で2010年5月6日にマヌエル・ノイアーに次ぐ第2GKとして2010 FIFAワールドカップの一員に選出された。同大会ではウルグアイとの3位決定戦に出場予定だったものの、膝の滑液包炎によりハンス＝イェルク・ブットに取って代わられたため、チームの中で唯一試合に出場することなく大会を去った。2012年8月19日にアルゼンチンとの親善試合を前にしてアンドレアス・ケプケGKコーチから「今後我々は若手を起用していくため、ヴィーゼは構想外」と言い渡されたことで半ば強制的に代表引退を余儀なくされたため、2012年3月のフランス戦が最後の試合となっている。

## プロレスラーに転身後

### WWE
2014年9月にWWEからオファーがあり、その後フランクフルトのWWEライブにタイムキーパーとして登場。
2016年6月7日、トリプルHに認められトレーニング施設であるWWEパフォーマンスセンターにてプロレスの基礎を学ぶ。11月3日、地元ミュンヘンの大会でデビューした。
2016年11月3日、ドイツ・ミュンヘンで行われた大会で、ヴィーゼはセザーロとシェイマスと組んでタッグ戦に出場。ついに夢のWWEデビューを果たすと、初戦を見事、勝利で飾った。

### SSVディリンゲン
2017年4月1日、地域リーグのSSVディリンゲン（8部相当）でGKとしてプレー。再びスパイクに紐を通した。
普段はホームゲームでも60人強の観客しか集まらないディリンゲンだが、この日は2010年W杯南アフリカ大会（2010 World Cup）大会でメンバーに選出されるなど、ドイツ代表として通算6試合に出場したヴィーゼを一目見ようと、約2000人のファンが駆け付けた。
試合は残念ながら1-2で敗れたものの、試合後にヴィ―ゼは「復帰1試合目としてはまずまずだった。俺は無理なんて言葉を言わない。今でも楽にブンデスリーガでプレーできる。」、「俺の中で炎が燃えている。」と復帰を示唆するコメントを残し、ファンを沸かせた。

## 代表歴

### 出場大会
- ドイツ代表
  - 2010 FIFAワールドカップ

### 試合数
- 国際Aマッチ 6試合 0得点（2008年-2012年）[41]

| ドイツ代表 | 国際Aマッチ | 国際Aマッチ |
| 年         | 出場        | 得点        |
| ---------- | ----------- | ----------- |
| 2008       | 1           | 0           |
| 2009       | 1           | 0           |
| 2010       | 1           | 0           |
| 2011       | 2           | 0           |
| 2012       | 1           | 0           |
| 通算       | 6           | 0           |

## タイトル
クラブ
ブレーメン
- DFBポカール : 2008-09
- DFLスーパーカップ : 2009
- DFLリーガポカール : 2006